# Martin Engelke
Karl Martin Engelke (* 22. Juni 1852 in Tilsit, Ostpreußen; † 27. Januar 1932 in Dresden) war ein deutscher Bildhauer.

## Leben

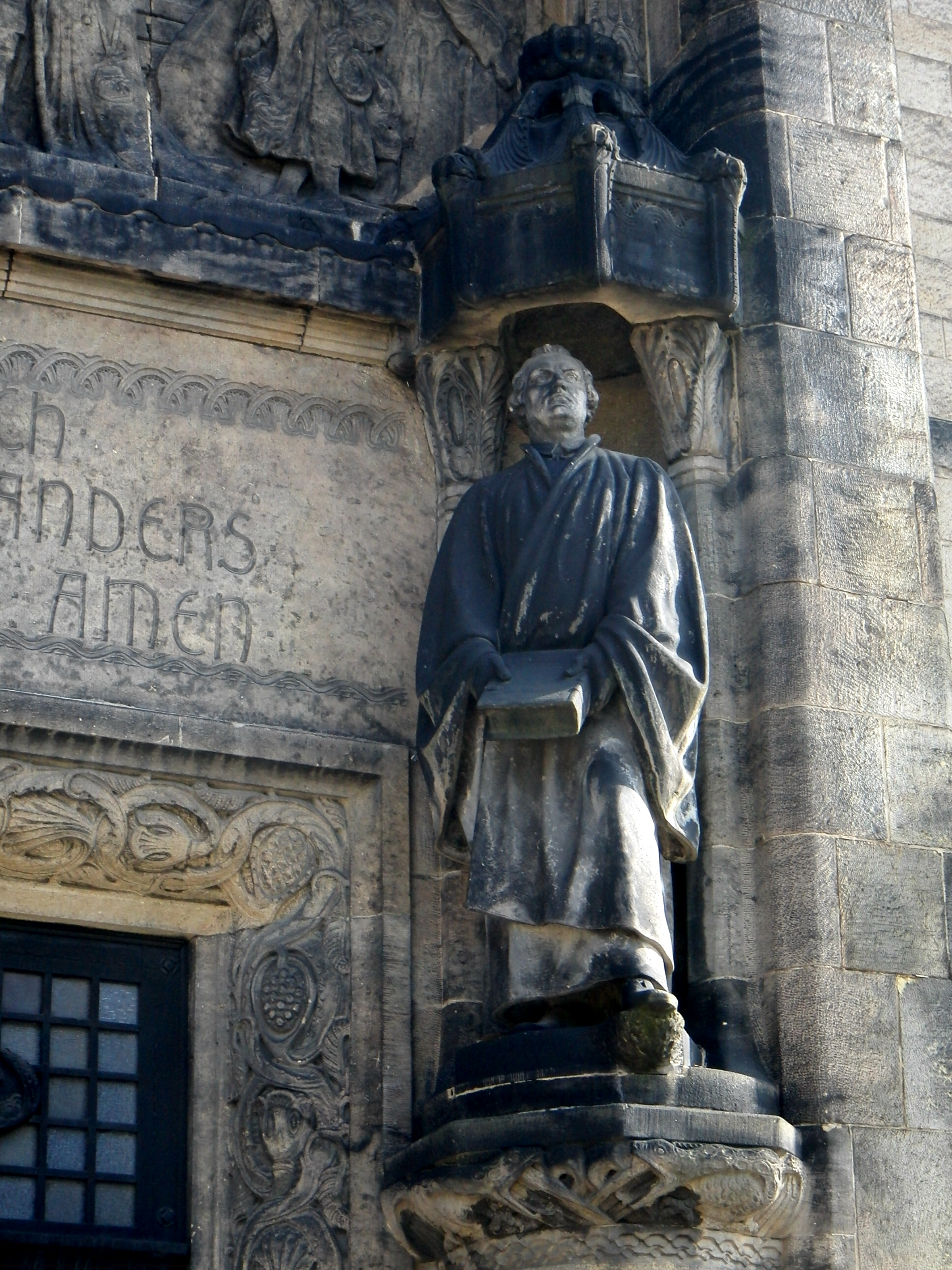
Figur Martin Luther mit Bibel Lutherkirche in Zwickau

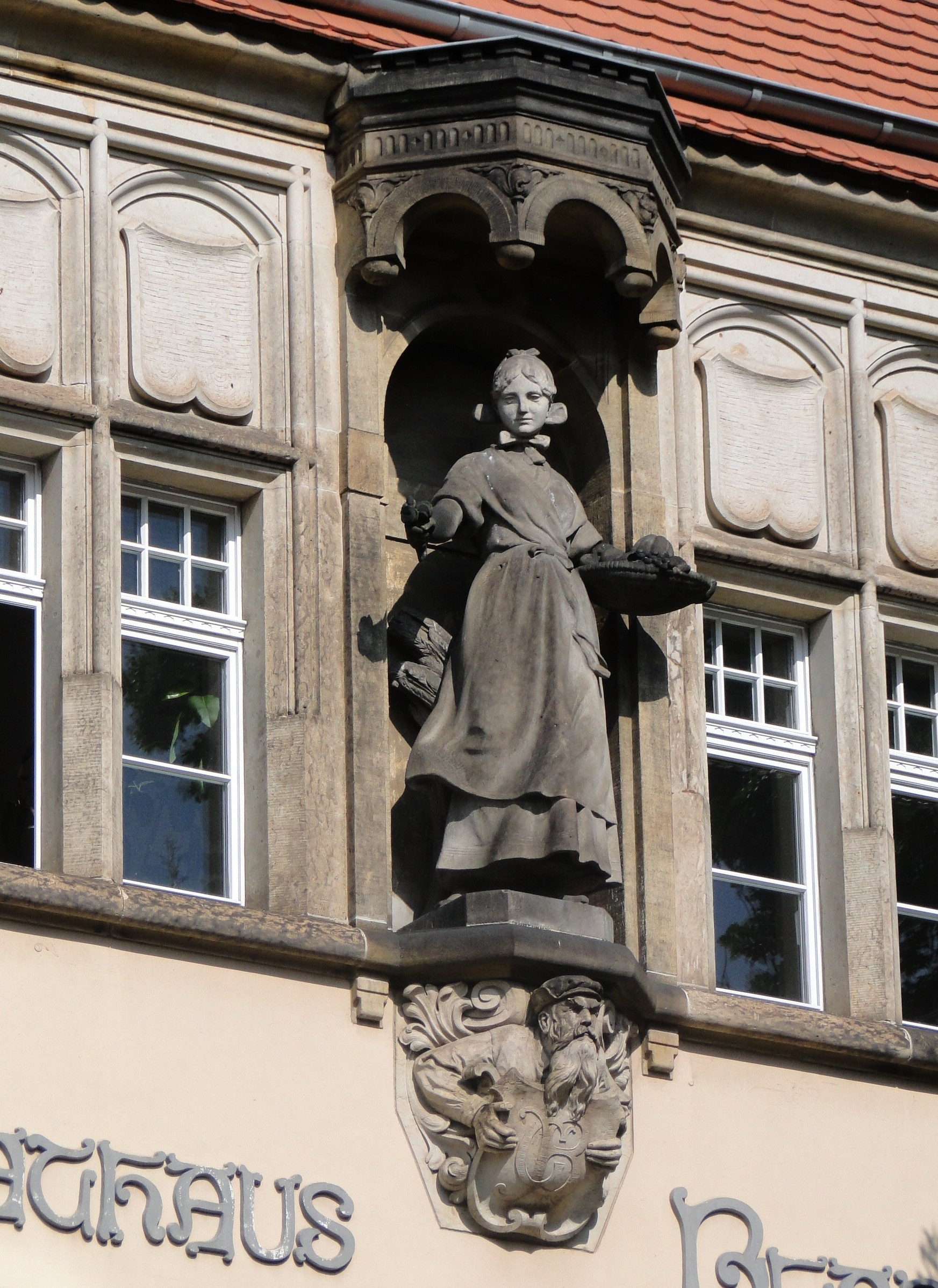
Plastik der „Gustel von Blasewitz“ am Rathaus Blasewitz

Er studierte von 1870 bis 1875 Bildhauerei an der Kunstakademie Dresden, ab 1873 bei Johannes Schilling. Von 1875 bis 1880 studierte er in Wien an der Akademie der bildenden Künste. 1880 kehrte er nach Dresden zurück und wohnte ab 1888 im Villenvorort Blasewitz. Er schloss sich dem Dresdner Künstlerkreis an, wie auch die Bildhauer Georg Gröne, Peter Pöppelmann, Bruno Fischer und Richard Daniel Fabricius. Man traf sich in der Zeit von 1894 bis 1898 auf der anderen Elbseite im Lokal Mutter Unger’s Weinstuben in Loschwitz.
Für den neuen Annenfriedhof modellierte er im Auftrag der Tiedge-Stiftung (für verarmte Schriftsteller) den plastischen Schmuck für die Vorhalle. Die Ausführung übernahmen die Bildhauer Schurig und Wiersig aus Dresden. Für die Matthäuskirche in Dresden-Friedrichstadt wurde 1887 die Figur Ende einer Christin und ihr Eingang in den Himmel in Bronze gegossen. Für das Kunstakademiegebäude schuf er die Flachreliefs von Johann Joachim Winckelmann und Karl Friedrich Schinkel, weiterhin mehrere Nischenfiguren und die Reliefs Religion, Liebe, Poesie, Geschichte, Glaube und Hoffnung sowie die Drei Grazien (auch Parzen, Figuren aus der römischen Mythologie). Für die Ehrlichsche Gestiftskirche am Stübelplatz entstand die Sandsteinfigur des Grafen Nikolaus von Zinzendorf (Enttrümmerungsverlust nach 1945).
Engelke wurde auf dem Loschwitzer Friedhof bestattet, das Grab ist nicht erhalten.

## Werke (Auswahl)
- Relief von Johann Joachim Winckelmann an der Kunstakademie von der Elbseite, links vom Eingangsportal, Dresden
- Lutherkirche zu Zwickau, Figuren des Apostels Paulus mit Schwert und von Martin Luther mit der Bibel links und rechts über dem Haupteingang[2]
- 1889/90 Denkmal des Dichters Max von Schenkendorf für seine Geburtsstadt Tilsit auf dem Schenkendorfplatz, Kriegsverlust nach Einmarsch der Roten Armee
- 1899: Marmorbüste des Komponisten Carl Grammann
- Statue des Phidias für das Konzert- und Galeriegebäude Rudolfinum zu Prag
- Plastik Johanne Justine Renner („Gustel von Blasewitz“) am Rathaus Blasewitz
- 1890: Schenkendorf-Denkmal in Tilsit
- 1907: Sandsteinskulptur Nikolaus Ludwig von Zinzendorf[3][4] an der Außenfassade der Ehrlichschen Gestiftskirche in Dresden